# Литвинова, Екатерина
Екатери́на Литви́нова (бел. Кацярына Ліцвінава, род. 30 ноября 1984, Могилёв) — победительница конкурса красоты «Мисс Белоруссия-2006». Участница 56-го конкурса красоты «Мисс Мира — 2006», прошедшего в Варшаве.
Ранее Екатерина уже участвовала в конкурсе «Мисс Белоруссия-2004» и вышла в финал, однако тогда она не вошла в пятерку призёров. Была студенткой экономического факультета Белорусско-Российского университета. Имеет брата-близнеца Максима.